# Kalleh Qūzī
Kalleh Qūzī (persiska: كلی قوزی, گُلی قوزی, كُلّی, كُلی, Kalī Qūzī, كله قوزی) är en ort i Iran.   Den ligger i provinsen Östazarbaijan, i den nordvästra delen av landet, 500 km nordväst om huvudstaden Teheran. Kalleh Qūzī ligger 1 956 meter över havet och antalet invånare är 394.
Terrängen runt Kalleh Qūzī är kuperad åt sydväst, men åt nordost är den bergig.Runt Kalleh Qūzī är det ganska glesbefolkat, med 27 invånare per kvadratkilometer. Närmaste större samhälle är Kaleybar, 12,7 km väster om Kalleh Qūzī. Trakten runt Kalleh Qūzī består i huvudsak av gräsmarker.